# José Luis Andrade Ibarra
José Luis Andrade Ibarra (Amatitán, Jalisco, 27 de mayo de 1939) es un maestro, sindicalista y político mexicano, miembro del Partido Revolucionario Institucional (PRI). Fue diputado federal de 1979 a 1982 y líder del Sindicato Nacional de Trabajadores de la Educación (SNTE) de 1977 a 1980.

## Biografía
Inició sus estudios básicos en su localidad natal, luego continuo los de secundaria en la La Paz, Baja California Sur, y luego estudió en la Escuela Normal de Mexicali, Baja California, donde egresó como maestro normalista. Posteriormente cursó estudios de especialización en Civismo y Pedagogía en la Escuela Normal Superior de Jalisco. Ejerció como maestro de secundaria en la ciudad de Mexicali.
Realizó una amplia carrera en el liderazgo sindical en el Sindicato Nacional de Trabajadores de la Educación, en la sección 37 de Baja California. En esta sección fue secretario de Trabajo y Conflictos, y secretario general. En el contexto nacional, formó parte destacada de la corriente denominada «Vanguardia Revolucionaria del Magisterio» liderado por Carlos Jonguitud Barrios; cuando Jonguitud es elegido secretario general del SNTE, Andrade Ibarra es nombrado secretario de Asuntos Estatales "A" del comité nacional, y al terminar el periodo de Jonguitud, en 1977, es elegido secretario general del SNTE para el periodo de 1977 a 1980; su elección rompió una tradición no escrita en el SNTE en que todos los secretarios generales provenían de las secciones 9 0 10 de los maestros de Ciudad de México, siendo Andrade Ibarra el primero elegido de una sección de un estado.
En 1979 fue postulado candidato del PRI a diputado federal por el Distrito 1 de Baja California. Resultando elegido, a la LI Legislatura de dicho año al de 1982. Paralelamente, fue de 1979 a 1980 secretario de Acción Social, y en 1981 secretario de Asuntos Internacionales, ambos del comité nacional del PRI.